# Рассел (острів)
Рассел (англ. Russell Island) — острів Канадського Арктичного архіпелагу.

## Географія
Найбільший із розташованих біля берегів острова Принца Уельського островів. Лежить біля північного берега свого великого південного сусіда і відокремлюється від нього протокою Берінг, ширина якої 5 км. Північний берег острова омиває протоку Барроу. Північними сусідами є невеликі острови Янг, Лаутер, Гаррет, далі на північ лежить великий острів Батерст, на північний схід — острови Гріффіт і Корнуолліс, на схід — острів Сомерсет. Площа становить 940 км². Довжина берегової лінії — 214 км.
Найбільша довжина острова становить 57 км, найбільша ширина — 23,5 км. Вузьке озеро та з'єднана з ним затока відокремлюють західну третину острова від східних двох третин, обидві частини острова з'єднані лише вузьким перешийком шириною 1,1 км. Південні схили острова досить круто піднімаються від вузької берегової смуги до внутрішнього нагір'я висотою близько 200 м над рівнем моря, а північні схили полого спускаються до широкої берегової смуги. Найбільша висота становить 240 м.

## Історія
1819 року Вільям Паррі першим із європейців обстежив острів.